# Dunbaria circinalis
Dunbaria circinalis är en ärtväxtart som först beskrevs av George Bentham, och fick sitt nu gällande namn av John Gilbert Baker. Dunbaria circinalis ingår i släktet Dunbaria och familjen ärtväxter. Inga underarter finns listade i Catalogue of Life.